# Tetragrapha tessellata
Tetragrapha tessellata är en tvåvingeart som beskrevs av Brauer och Julius Edler von Bergenstamm 1891. Tetragrapha tessellata ingår i släktet Tetragrapha och familjen parasitflugor.
Artens utbredningsområde är Kuba. Inga underarter finns listade i Catalogue of Life.